# Amalequites
Els amalequites foren segons la Bíblia els descendents d'Amalek, fill d'Elifaz i net d'Esaú. Eren un poble que ocupava la regió al sud d'Israel entre els filisteus i els amorites, que van arrabassar els beduïns.
Segons aquesta mitologia descriu en el Deuteronomi, després d'obstaculitzar la marxa dels jueus cap a Palestina, van estar en guerra sovint contra els israelites quan ja estaven assentats, durant l'anomenat període del Jutges; els reis hebreus Saül i David quasi els van exterminar i la resta fou eliminada en el temps d'Ezequies, dècim successor de David.
El seu nom és sinònim de traïdoria i perfídia per a certes tradicions jueves.
Alguns estudiosos han discutit l'ètica del manament d'exterminar tots els amalecites, inclosos els nens, i la presumpció de càstig col·lectiu. També s'ha descrit com a genocida aquest manament, segons estudiosos del genocidi com Norman Naimark.
Els historiadors no es posen d'acord sobre l'existència històrica dels amalequites, alguns consideren que es tracta d'una construcció mitològica que no es correspondria amb certesa a cap tribu o poble històric conegut.
En el conflicte israelià-palestí, alguns polítics i extremistes israelians han comparat els palestins amb els amalecs i han afirmat que els palestins són els amalecites, arribant a fer crides al seu extermini o eliminació.